# Einmal Hans mit scharfer Soße
Einmal Hans mit scharfer Soße ist eine deutsche Filmkomödie von Buket Alakuş aus dem Jahr 2013. Der Film basiert auf dem gleichnamigen autobiografischen Roman von Hatice Akyün.

## Handlung
Hatice Coscun lebt als Journalistin in Hamburg, weitestgehend frei und weit weg von der türkischen Kultur. Doch ein kleines „Anatolien“ hat sie immer noch im Kopf. Als ihre jüngere Schwester Fatma schwanger wird, hat sie ein großes Problem. Denn ihre Schwester darf erst heiraten, wenn auch Hatice einen Ehemann gefunden hat. Glücklicherweise hat sie einen festen Freund namens Stefan, der sich mit ihr bei einem Familientreffen „verloben“ soll. Doch auf dem Weg ins beschauliche Salzgitter kommt es zum Streit, da Stefan etwas abstruse Vorstellungen hat und versucht sich als waschechter Türke darzustellen. Dabei verfällt er in Klischees. Das geplante Essen findet ohne ihn statt. Als Fatma Druck macht, aber Hatice und Stefan sich endgültig trennen, überredet Hatice ihren schwulen Bekannten Gero, den Stefan zu geben. Dies fliegt jedoch auf, als dieser mit dem Sohn des örtlichen Gemüsehändlers anbandelt. Hatices Vater ist desillusioniert.
Für die Schwestern ist klar: Ein neuer Mann muss her. Doch die Suche gestaltet sich schwierig. Nach einer Reihe von Enttäuschungen und als Hatice gerade schon aufgeben will, trifft sie auf den gut aussehenden und sogar noch charmanten Hannes. Die beiden verlieben sich und gehen eine Beziehung ein. Bei der Hochzeit von Herrn Coscuns Nichte soll Hannes Hatices Eltern kennen lernen. Doch an diesem Tag ist ein wichtiges Basketball-Spiel. Als am Abend vor der Hochzeit Hatices Vater seine Tochter unter Druck setzt, besucht Hatice das Spiel von Hannes. Die Mannschaft verliert, als Hatice ihren Freund im entscheidenden Moment ablenkt. Es kommt zum Streit und die beiden trennen sich.
Am nächsten Tag präsentiert Hatice Thorsten, mit dem Hatice ein missglücktes Date hatte, als Hannes. Als bei der Hochzeit dann der richtige Hannes auftaucht und sich mit Hatice versöhnen will, fliegt der Schwindel auf. Hatices Vater verstößt seine Tochter. Doch er hat die Rechnung ohne seine Familie gemacht: Gemeinsam überzeugen sie den Vater, sowohl seine Tochter wieder in die Familie aufzunehmen als auch Fatma vor ihr heiraten zu lassen. Bei der Anprobe des Hochzeitkleides wird der Familie klar, dass Herr Coscun bereits vorher wusste, dass Fatma schwanger war.

## Hintergrund
Hatice Akyün veröffentlichte ihren autobiografischen Debütroman 2005, das gleichnamige Hörbuch las sie selbst. Der Roman wurde 2008 mit Ali zum Dessert und 2013 mit Ich küss dich, Kismet fortgesetzt. Während der Roman eher episodenhaft geschrieben ist, machte Drehbuchautorin Ruth Toma eine durchgehende Geschichte daraus. Die Autorin selbst tritt im Film in einer kleinen Nebenrolle als eine der Personen aus Hatices „Anatolien im Kopf“ auf.
Der Spielfilm wurde von Wüste Film in Koproduktion mit dem NDR und in Zusammenarbeit mit Arte produziert. Die Dreharbeiten fanden im September und Oktober 2012 statt. Die Uraufführung war am 28. September 2013 beim Filmfest Hamburg, der deutsche Kinostart am 12. Juni 2014. Eine DVD- und Blu-Ray-Fassung erschien am 20. November des gleichen Jahres. Am 20. Juni 2015 war die Komödie auf Arte erstmals im Free-TV zu sehen.

## Rezeption
Martin Schwickert von epd film vergab zwei von fünf Sternen. Zwar habe Regisseurin Buket Alakuş den „locker-flockigen Geist der Vorlage übernommen“, doch bleibe der Humor „freundlich und wird nie wirklich bissig, die komödiantischen Turbulenzen bewegen sich im überschaubaren Bereich.“ Er kommt zum Fazit: „Wie ein aufgeregtes Huhn flattert diese Multikultikomödie laut gackernd über den Hof, ohne wirklich abheben zu können.“
Bis Dezember 2014 hatte der Film in Deutschland 185.091 Besucher zu verzeichnen und lag damit an 121. Stelle des Kinobesucherinteresses in diesem Jahr.